# Pseudogonatodes manessi
Pseudogonatodes manessi är en ödleart som beskrevs av  Avila-pires och HOOGMOED 2000. Pseudogonatodes manessi ingår i släktet Pseudogonatodes och familjen geckoödlor. Inga underarter finns listade i Catalogue of Life.